# Oromedó
Oromedó (Oromedon) va ser un rei de Cilícia que menciona Heròdot.
Es creu que era fill i successor d'Appuasu, a la segona meitat del segle vi aC. Segurament portava el títol de Siennesis però no se li dona en cap font. Va ser el pare de Siennesis II que el va succeir.